# Cornufer batantae
Cornufer batantae es una especie de anfibios de la familia Ceratobatrachidae.

## Distribución geográfica
Es endémica de las islas de Batanta y Waigeo, en Nueva Guinea Occidental (Indonesia).  

## Estado de conservación
Se encuentra amenazada de extinción por la pérdida de su hábitat natural.